# Rooftops
 (février 2011).
Si vous disposez d'ouvrages ou d'articles de référence ou si vous connaissez des sites web de qualité traitant du thème abordé ici, merci de compléter l'article en donnant les références utiles à sa vérifiabilité et en les liant à la section « Notes et références ».
Singles de Lostprophets
Goodbye Tonight
(2004) A Town Called Hypocrisy
(2006)
Pistes de Liberation Transmission
The New Transmission Can't Stop, Gotta Date with Hate
Rooftops (A Liberation Broadcast) est une chanson du groupe de rock alternatif gallois Lostprophets. La chanson est sortie en single le 24 avril 2006. Premier extrait de leur troisième album Liberation Transmission, il s'est installé à la huitième place au UK Singles Chart, ce qui en fait le single le mieux classé avec Last Train Home.

## Clip vidéo
Le clip de la chanson, filmé à Los Angeles, en Californie, et dirigé par Ryan Smith, montre le groupe au sommet de ce qui semble être une piste d'hélicoptère. Au début, les membres du groupe sont présentés, tandis qu'un drapeau représentant le logo du groupe flotte derrière eux. Quand le groupe joue, trois adolescents sont représentés. Il y a une jeune fille assise à table avec ses parents alors qu'ils commencent à discuter, un garçon dans une cuisine pendant que son patron crie sur lui, et un jeune garçon assis sur le siège arrière d'une voiture tandis que son père lui crie dessus. Pendant que le groupe crie, on voit les ados faire de même et se rebeller. Le groupe s'arrête, et la vue s'efface.